# 33151 Tomasobelloni
33151 Tomasobelloni è un asteroide della fascia principale. Scoperto nel 1998, presenta un'orbita caratterizzata da un semiasse maggiore pari a 2,672552 au e da un'eccentricità di 0,121633, inclinata di 13,383040° rispetto all'eclittica. Ha un periodo di rotazione di 5,68598 ore.
L'asteroide è dedicato all'astrofisico italiano Tomaso Belloni.